# З нами
«З нами» (фр. Chez nous) — бельгійсько-французький фільм-драма 2017 року, поставлений режисером Люка Бельво. Світова прем'єра фільму відбулася 30 січня 2017 на Роттердамському міжнародному кінофестивалі. У 2018 році стрічка була висунута в 7-ми номінаціях на здобуття бельгійської національної кінопремії «Магрітт» та отримала нагороду за найкращу жіночу роль (Емілі Дек'єнн) .

## Сюжет
Полін — медсестра за покликанням. Їй подобається власна професія, вона завжди мріяла допомагати людям; пацієнти відповідають їй вдячністю, проте, оскільки переважне їх число є людьми літнього віку, то в її житті бувають дні, наповнені горем. Саме так почався її минулий понеділок. Полін вирушила перевірити, як мається одна з її підопічних, але зайшовши до будинку дуже здивувалася тиші. Полін виявила стареньку на ліжку, але, на жаль, вже бездиханну. Трохи поплакавши, жінка зібралася з силами і повідомила про подію в лікарню і поліцію.
Наступного тижня головний лікар запросив Поліну до свого кабінету, для обговорення важливого питання, але натомість почав розмову на тему політики. Медсестра сказала, що мало цікавилася цим питанням, та вже й забула, коли голосувала востаннє. Лікар продовжив розвивати цю тему, додавши, що міг би замовити слівце за Полін перед кількома впливовими людьми, якби вона погодилася висунути свою кандидатуру в муніципалітет. Спочатку Полін відмовилася, заявивши, що не бачила вона себе в ролі політика, але пізніше обіцяла подумати над пропозицією. Повернувшись додому, медсестра почала переглядати останні новини, які торкалися політичного життя її країни, а після поговорила зі своєю найкращою подругою про те, що їй сказав лікар. Полін розповіла подрузі, що навіть, якщо б вона погодилася взяти участь у виборах, то потрібно було б шукати когось, хто доглянув би за її дітьми, а ще за старим батьком, котрого потрібно постійно контролювати. На це подружка відповіла, що Полін потрібно приставати на пропозицію, а з проблемами вона їй допоможе розібратися.

## У ролях
| • Емілі Дек'єнн   | … | Полін Дюез     |
| • Андре Дюссольє  | … | Філіпп Бертьє  |
| • Гійом Гуї       | … | Станко         |
| • Катрін Жакоб    | … | Аньєс Доржель  |
| • Енн Марівін     | … | Наталі Леклерк |
| • Патрік Декам    | … | Жак Дюез       |
| • Шарлотта Талпер | … | Нада Беліша    |
| • Метео Дебет     | … | Том            |
| • Колін Маркур    | … | Лілі           |
| • Корентен Лобе   | … | Йо             |

## Знімальна група
- Автор сценарію — Люка Бельво, Жером Леруа
- Режисер-постановник — Люка Бельво
- Продюсер — Девід Френкель, Патрік Кіне
- Асоційований продюсер — Філіпп Логі
- Оператор — П'єррик Гантельмі д'Іль
- Композитор — Фредерік Вершеваль
- Монтаж — Лудо Трох
- Художник-постановник — Фредерік Бельво
- Художник по костюмах — Дороті Гіро

## Нагороди та номінації
| Список нагород та номінацій              | Список нагород та номінацій | Список нагород та номінацій                     | Список нагород та номінацій | Список нагород та номінацій | Список нагород та номінацій |
| Кінофестиваль/Кінопремія                 | Рік                         | Категорія                                       | Номінант(и)                 | Результат                   | Дж                          |
| ---------------------------------------- | --------------------------- | ----------------------------------------------- | --------------------------- | --------------------------- | --------------------------- |
| Роттердамський міжнародний кінофестиваль | 2017                        | Премія «Великий екран»                          | Люка Бельво                 | Номінація                   |                             |
| Стамбульський міжнародний кінофестиваль  | 2017                        | «Золотий тюльпан»                               | З нами                      | Номінація                   |                             |
| Премія «Магрітт»                         | 3.02.2018                   | Найкращий фільм                                 | З нами                      | Номінація                   | [ 2 ]                       |
| Премія «Магрітт»                         | 3.02.2018                   | Найкращий режисер                               | Люка Бельво                 | Номінація                   | [ 2 ]                       |
| Премія «Магрітт»                         | 3.02.2018                   | Найкраща акторка                                | Емілі Дек'єнн               | Перемога                    | [ 4 ]                       |
| Премія «Магрітт»                         | 3.02.2018                   | Найкращий актор другого плану                   | Патрік Декам                | Номінація                   | [ 2 ]                       |
| Премія «Магрітт»                         | 3.02.2018                   | Найкращий оригінальний або адаптований сценарій | Люка Бельво                 | Номінація                   | [ 2 ]                       |
| Премія «Магрітт»                         | 3.02.2018                   | Найкраща оригінальна музика                     | Фредерік Вершеваль          | Номінація                   | [ 2 ]                       |
| Премія «Магрітт»                         | 3.02.2018                   | Найкращий монтаж                                | Лудо Трох                   | Номінація                   | [ 2 ]                       |